# Polignano a Mare
Polignano a Mare [poliɲˈɲaːno a ˈmaːre] (Peghegnéne IPA: ['pəgəɲe:nə] en barese es una localidad italiana de la provincia de Bari, región de Puglia, con 17 664 habitantes.

## Datos
Polignano es una ciudad existente desde los tiempos del Imperio romano, cuando era una aldea de pescadores. Actualmente ha tenido un desarrollo enorme como área residencial en las afueras de Bari. Su principal actividad viene siendo la pesca, la agricultura y algunas pequeñas industrias alimentarias.

## Evolución demográfica
| Gráfica de evolución demográfica de Polignano a Mare entre 1861 y 2001 |
|                                                                        |
| Fuente ISTAT - elaboración gráfica de Wikipedia                        |

## Personaje importante
El personaje más importante nacido en Polignano es el cantante de fama internacional Domenico Modugno.